# 菊水ブロック
菊水ブロック（きくすいブロック）は、静岡県小笠郡北東部の6ヶ町村による広域連合。学校や病院を運営していた。名称は地域を流れる一級河川、菊川から。
構成自治体が合併し、菊川町（現・菊川市）となったため、1955年（昭和30年）に解散。

## 構成自治体
静岡県小笠郡の以下に示す6ヶ町村。現在はすべて菊川市。
- 堀之内町
- 六郷村
- 加茂村
- 内田村
- 横地村
- 河城村

## 運営施設
- 菊水病院（現・菊川市立総合病院）
- 菊水北中学校
- 菊水南中学校（菊水北中学校、菊水南中学校は統合。現・菊川市立菊川西中学校）